# Семёнов, Василий Викторович
Василий Викторович Семёнов — советский хозяйственный и политический деятель.

## Биография
Родился в 1907 году в деревне Машки. Член КПСС.
Окончил Ленинградский политехнический институт.
В 1933—1935 гг. — инженер-металлург на Магнитогорском металлургическом комбинате.
В 1935—1937 гг. — красноармеец РККА.
В 1937—1941 гг. — начальник ОТК термического, 10-го и 30-го мартеновских цехов, заместитель начальника ОТК Ижорского завода.
Участник Великой Отечественной войны: командир пулемётной роты, помощник начальника штаба Ижорского батальона, начальник инженерной службы 14-го укрепленного района
В 1946—1951 гг. — заместитель начальника 10-го мартеновского цеха, главный диспетчер завода, начальник 30-го мартеновского цеха, заместитель главного металлурга, секретарь парткома Ижорского завода.
В 1951—1955 гг. — директор Ижорского завода.
В 1955—1958 гг. — начальник 8-го Главного управления Министерства судостроительной промышленности СССР.
В 1958—1965 гг. — начальник Управления металлургической промышленности, заместитель председателя Ленинградского совнархоза.
В 1965—1974 гг. — начальник управления материально-технического снабжения Ленинградского района Госснаба СССР.
Избирался депутатом Верховного Совета РСФСР 4-го созыва. Делегат XIX и XXIII съездов КПСС.
Умер в 1974 году в Ленинграде.

## Награды
- Орден Ленина (31.12.1966)
- Орден Октябрьской Революции (03.09.1971)
- Орден Отечественной войны I степени
- Орден Отечественной войны II степени (04.02.1945)
- Орден Трудового Красного Знамени
- Орден Красной Звезды (06.02.1944)